# Mihai Gramatopol
Mihail Gramatopol (n. 14 februarie 1937, Sibiu – d. 31 martie 1998) a fost un scriitor, istoric de artă și clasicist român.

## Biografie
Mihai Gramatopol s-a născut la Sibiu, în ziua de 14 februarie 1937 și a plecat, dintre noi, pe 31 martie 1998. A fost înmormântat la „Sfânta Treime”, în Șcheii Brașovului. Fiul lui Panait Gramatopol și al Ioanei (n. Maican) își face studiile liceale la „Gheorghe Lazăr” și „Mihai Viteazul” în București (bacalaureat în 1954). Este licențiat al Facultății de Filologie, secția Limbi clasice a Universității din București (1959) și doctor în științe istorice cu teza Pietrele gravate din colecția Cabinetului numismatic al Academiei R.S. România (1977). Șef de secție la Muzeul de Arheologie Constanța (1961-1962); cercetător științific la Institutul de Istoria Artei „George Oprescu” al Academiei Române; din 1975 la Direcția Patrimoniului Național Cultural, în 1977 desființată; din 1990 revine la Institutul de Istoria Artei. Istoriograf, eseist, istoric de artă, estetician, traducător. Profesor doctor docent. Din 1980, membru al Uniunii Scriitorilor. S-a ocupat de aproape toate aspectele culturii și istoriei lumii greco-romane: numismatică, epigrafie, gliptică, sticlărie, podoabe, monede, toreutică, statuete de bronz și de teracotă, fildeșuri (arte miniaturale), istoria artei antice, filosofie.
În mai 1976 s-a căsătorit cu Viorica (n. Nedelcovici) n. pe 16 aprilie 1938, la Brașov. Licențiată a Facultății de Filologie a Universității din București (1961). Profesoară, documentarist la Centrala Editurilor (1964), din 1969 redactor la Editura Enciclopedică. Fiica lui Dragomir Nedelcovici, directorul librăriei „Cartea Românească” din Brașov (1931-1952) și a Elenei (n. Lupan), învățătoare la Grădinița Bisericii „Sfânta Treime” din Șcheii Brașovului.

## Opera literară. Cronologie
A debutat editorial cu Moira, mythos, drama, la Editura pentru Literatură Universală, 1969, care de la apariție a intrat în bibliografia obligatorie a studenților de la Filologie. Este una dintre puținele analize românești originale asupra tragediei antice. Primul unghi de investigație este cel al funcției tragediei. Orizontul filosofic al tragediei este definit în problematica destinului (caracterul este destinul omului). De un mare interes sunt lămuririle de ordin conceptual, studiul fiind și un dicționar „din mers” al conceptelor tragediei.
I-a urmat Civilizația elenistică, apărută la Editura enciclopedică română în 1974. „Trei secole de istorie mediteraneană au purtat pecetea personalității lui Alexandru cel Mare și deopotrivă pe cea a universalizării culturii grecești, ajunsă o dată cu trupele strălucitului macedonean până în inima Orientului. Două lumi, două moduri de viață, două concepții asupra omului, structural diferite, s-au înfruntat influențându-se reciproc, în vreme ce în mintea grecului se contura tot mai clar ideea că este un cetățean al unei lumi complexe în care urma să-și găsească rostul și norocul.
Civilizația elenistică a fost, mai mult decât ne închipuim, o necesară treaptă la ceea ce avea să fie peste secole cultura europeană și civilizația universală a zilelor noastre.”
„Un prieten cu adevărat sincer și constant mi-a fost profesorul Marcel Renard de la Bruxelles, cu care am purtat o amplă corespondență vreme de câteva decenii. Când a venit în România, invitat de Condurachi, m-a vizitat la Cabinetul numismatic și m-a surprins lucrând la colecția de pietre gravate a Academiei. Mi-a propus pe loc să o publice în seria de volume «Latomus», unde a și apărut, în 1974, sub nr. 138: Les pierres gravées du Cabinet numismatique de l’Académie Roumaine, Collection Latomus, Bruxelles. Era cea mai mare colecție inedită de astfel de piese 
ce apărea în ultima sută de ani. De fapt ea forma și subiectul tezei mele de doctorat la Condurachi, ulterior mi-am mutat doctoratul la prof. Ioan I. Russu de la Cluj.”
În anul 1980 Mihai Gramatopol începuse să scrie la Dacia antiqua. După primul capitol, și-a dat seama că numărul de coli repartizat de Editură este insuficient. S-a dus la directorul Editurii Albatros, Mircea Sântimbreanu. Acesta era într-o criză de sciatică - l-a întâmpinat posomorât și negativist. „– Nu am coli în plus”. Atunci Mihai, cu ton hotărât și dârz, i-a explicat situația, ce material trebuia inclus. Lucrarea își propunea să ofere o imagine de ansamblu a artei antice pe teritoriul României, din veacul al VII-lea î.e.n. până în secolul al VII-lea e.n., iar în Suplementum, arta antică în colecții românești. Pentru ilustrație 32 planșe - adică pagini - vase cipriote în colecțiile din țară, intalii romane, intalii elenistice, sticlărie romană. După care hotărât s-a îndreptat spre ieșire. Sântimbreanu, mai relaxat, l-a chemat și după o discuție, între doi oameni de cultură, i-a mai acordat un număr de coli. Lucrarea a apărut în 1982, 19,5 coli tipar, pe o hârtie poroasă, în format de 28 x 17 cm, iar cele 32 de planșe, ale ilustrației, pe aceeași hârtie. Ce ar fi fost, dacă ar fi fost color și pe hârtie cretată? Filmele (fotografiile) erau o minunăție.
Având la dispoziție un spațiu limitat, insuficient, toate lucrările lui Mihai sunt sintetice – ar fi dat mult mai multă informație, adunată în atâția zeci de ani, de care mintea lui era plină. Nu s-a plâns niciodată. Acesta era cadrul, trebuia respectat, cartea trebuia să apară.
A încercat în perioada celor 13 ani de restriște să fie prezent în viața culturală a cetății, publicând articole de specialitate și luare de atitudine, în reviste care-l acceptau: România literară, Amfiteatru, Magazin istoric, Ramuri, ultimul articol din 1987, după ce s-a întors din prima călătorie de lungă durată în marile centre culturale ale Europei.
Roumanie, Romanian Review, Pages d’histoire, Tomis (Constanța), Viața românească, Noua revistă română, Arc, Mozaicul (Craiova), Ateneu, Apulum, Revista română de drept. Fiecare apariție era un nou impuls pentru a persevera, o fărâmă de speranță, un motiv care să-i certifice că nu era totul în zadar.
Despre avatarurile apariției vol. Artă și arheologie dacică și romană, stau în cumpănă dacă să relatez sau nu. Manuscrisul a fost oferit Editurii Științifice și Enciclopedice, în anul 1978. Directorul de atunci, Mircea Mâciu, l-a repartizat redactorului Vasile Barbu (unul dintre „dioscuri”); acesta neuitând vechile năravuri de la Muzeul de Arheologie din Constanța (v. Gustul eternității I, pp. 178–180) a întocmit un referat de neacceptare. Printre motive: folosirea cuvântului „paradigme”. Mihai și-a retras manuscrisul oferindu-l Editurii Sport Turism, unde a și apărut în anul 1982, beneficiind de cronici favorabile.
Mihai Gramatopol a declarat: „Trofeului de la Adamclisi, Coloanei de la Roma, artei traianice și contextului ei cultural i-am dedicat o carte, Arta imperială a epocii lui Traian, București, Meridiane, 1984. Demonstram acolo că metopele Monumentului de la Adamclisi, dedicat lui Marte răzbunătorul, reprezintă pe hemiciclul nordic sângeroasa bătălie de pe platoul dobrogean, iar pe cel sudic, cel de-al doilea război dacic (105-106), care constituia răzbunarea înfrângerii de la Adamclisi ce a și determinat respectivul război, neprevăzut de Traian. Am dat și prima seriere logică a metopelor ce rezumă în genere, pe hemiciclul sudic, mulțimea scenelor Columnei dedicate celui de-al doilea război, în vreme ce scenele specifice hemiciclului nordic nu se regăsesc pe jumătatea inferioară a fusului acesteia (înfățișând primul război).
Demonstram că programele iconografice ale Monumentului și Columnei au fost realizate de un artist din Orientul grecesc (Asia Mică sau Siria) care și-a pus semnătura plastică pe operele sale. Primul merlon de la Adamclisi reprezintă un captiv legat de un curmal, redat fiind și ciorchinele de curmale; pe Columnă semnătura plastică o constituie coniferele – palmiroide, niciodată tăiate de geniștii armatei romane. Oricine știa să «citească» un monument artistic antic ar fi putut dezlega «enigma» obiectivului arheologic în chestiune, cunoscut de un veac.” [Nimeni nu-i profet în țara lui - Studia IV, pp. 408-420]
„O soartă din cele mai triste a avut o dată mai mult Monumentul triumfal de la Adamclisi și împreună cu el cartea mea [v. p. 455] ce era dedicată problemelor nelămurite ori greșit lămurite deopotrivă ale lui și ale Coloanei lui Traian.  
Cum am mai spus, ea a apărut la începutul anului 1984. La acea dată profesorii Dumitru Tudor (m. 1981) și Radu Vulpe (m. 1982), oameni cu o vastă experiență profesională, muriseră în deplinătatea facultăților lor intelectuale de excepție. Ca temeinici cunoscători ai istoriei și arheologiei daco-greco-romane a României, ei erau nu numai incontestabile autorități științifice, dar și persoane de o înaltă etică academică. Cel de-al treilea stâlp al științei antichității în România era Ioan I. Russu, de la Cluj, grav bolnav de inimă, ce nu peste mult timp avea să-și întâlnească antecesorii întru Câmpiile Elizee.
Cartea mea nu s-a bucurat deci de audiența competentă și nepărtinitoare a numelor ilustre amintite. Ciracii lor, neputând-o ataca fără motive și contraargumente, au decis să o sufoce printr-o eficientă conspirație a tăcerii. Și au reușit. Mă pot consola că același lucru li s-a întâmplat vienezilor Riegl și Wickhoff, «ori ce sunt eu față de dânșii», ca să închei tot cu un hemistih homeric.”
În anul 1985 la editura Meridiane, apărea Portretul roman în România,  Cartea prezintă 102 portrete romane sau de epocă romană, în ronde-bosse, descoperite fie pe teritoriul României, fie în afara hotarelor ei și intrate în colecțiile publice românești ca dar al foștilor lor deținători. 38 de portrete sunt identificări iconografice, restul de 68, anonime, sunt discutate în ultimul capitol dedicat Portretisticii provinciale. Catalogul de la sfârșitul volumului este menit să facă legătura între ilustrație, piesele identificate sau anonime, paginile unde sunt ele comentate, precum și datele lor individuale (material, locul descoperirii, locul conservării, numărul de inventar). Datele tehnice ale sculpturilor au fost plasate în note, ca și comentariile mai specioase ce ar fi dăunat cursivității lecturii.
Doi ani mai tîrziu apărea la aceeași editură Arta monedelor geto-dacice, Meridiane, 1987. Apoi în anul 2000 tot la editura Meridiane a fost publicat volumul Arta romană în România, Meridiane, 2000. „Primul capitol intitulat Dacia Pontică prezintă începuturile latinității dobrogene până la cucerirea traianică a Daciei, cel de-al doilea înfățișează Provincia Dacia și Dobrogea romană până la retragerea aureliană. Cel de-al treilea și ultim capitol, Secolul gotic, are drept obiectiv expandarea latinofoniei pe întregul teritoriu al Daciei istorice, ca principală premisă a formării limbii române, unica moștenitoare lingvistică a latinității orientale. v. p. 63.”
„Teritoriile fostului Imperiu roman aflate astăzi în componența statului român au intrat la momente diferite sub puterea Romei și tot astfel au și ieșit de sub puterea ei. Dacia Pontică, Dobrogea, numită în Antichitate Scythia sau Scythia minor, i-a primit mai întâi pe romani prin cetățile ei grecești litorale Histria, Tomis și Callatis
. 
După războaiele dacice ale lui Traian și organizarea provinciei Dacia, regiunile de la est de Olt, ca și sudul Moldovei, s-au aflat o vreme în atenția autorităților militare ale aceleiași Moesia Inferior. [...]
Războaiele traianice au adus în Imperiu ultima provincie europeană a acestuia, subîmpărțită în Dacia Inferior (Oltenia) și Dacia Superior (Banatul și o bună parte a Transilvaniei). [...]
Domițian a împărțit (86 e.n.) în două marea provincie Moesia de la nord de Haemus (Balcani). Partea vestică a acesteia avea să fie numită Moesia Superior, iar cea estică, inclusiv Dobrogea, Moesia Inferior. v. p. 13 ș.u.”
Mihai Gramatopol a mai scris:
- Enciclopedia civilizației romane, Editura științifică și enciclopedică, 1982. Coautor (M.G.) al articolelor referitoare la arta romană (sunt prezentate monumente din domenii ca: arhitectură, sculptură, pictură, mozaicuri, arte miniaturale, bronzuri figurative, teracote, toreutică, gliptică) precum și biografii ale unor mari exegeți ai istoriei artei romane. Autor al ilustrației.
- Morfologia dezastrului - carte scrisă între 1992-1994, București-Brașov, după cum spune autorul în Avertisment. Apărută la Editura Orientul Latin, Brașov, 2005. Titlul volumului și titlurile capitolelor spun totul despre conținutul ei (Inefabilul, limba de lemn, alienarea și implozia limbajului, Scurt tratat despre prostituția intelectuală, Appendix probi, Totalitarism și hieratism, Cvadratura cercului vicios, Groapa românească, Metafizica și mistica miticismului, La câte ceasuri evropenești?, Synopsis, Furtul și jaful, Minciuna și mințirea de sine, Societatea închisă și fundăturile ei, Comunismul existențial, Scufundarea Atlantidei, Copila Speranța, Morala fabulei).

„Această cărțulie a fost scrisă pentru cei ce asemenea lui Gogu nu și-au vândut sufletul, ca Ion și Vasile, fără să știe, și pentru cei care aidoma lui Gheorghe au trăit în «libertate» concentraționară, pierzându-și viața, cum ne-am pierdut-o cu toții, dar ne-am păzit cu bună știință ființa spirituală! Toți cei ce se simt în descendența continuității intelectuale interbelice o vor înțelege cu siguranță nu numai în litera ei!”
Acum, la trei ani de la apariție, recitind pasaje, îmi apar la fel de actuale de parcă ar fi fost scrisă ieri. Cărțulie frumoasă și foarte valoroasă, mă bucur că i-am dat aripi să zboare. De mine s-a îndepărtat, de parcă nu eu aș fi redactat-o, de parcă nu i-aș fi conceput coperta. O privesc ca pe un copil ce și-a luat zborul în lumea largă. Eu rămân însingurată, la birou, cu alte manuscrise în față.
- Gustul eternității, Memorii, vol. I 1940-1962; vol. II 1962-1975. Editura Transilvania Expres, Brașov, 2006. Editura Meridiane, București, 2006. „Și totuși, nu în galeria întinsă a acestor deconspirări stă farmecul celor două volume ale

Gustului eternității. Motivul real e mai simplu decât am crede-o: misterul care condiționează poveștile arheologice. [...] Ele sunt, am zice, captivante prin excelență. În mai mare măsură decât istoria ca atare, aceste istorii conexe au o garanție care nu ține seama de vreun termen. De aceea percep aici mai curând un «gust al istoriei» decât unul al atât de difuzei «eternități». Mai ușor de validat, mai aproape de sensibilitatea lui Mihai Gramatopol și - s-o recunoaștem - mai adecvat stilistic, trecutul face legea și se retrage exact când trebuie. O opțiune care lasă loc și firescului, și revitalizării, și - în primul rând - zâmbetului distant.” 
Cosmin Ciotloș, Chestiune de gust. România literară, nr. 44, București, 3 noiembrie 2006, p. 7.
- Studia I (1964-1969); Studia II (1969-1978); Studia III (1979-1987); Studia IV (1992-1996). Culegere a studiilor apărute în publicațiile de specialitate și în presă. Dintr-o regretabilă eroare pe pagina de titlu Studia III figurează perioada 1979-1984, corect fiind 1979-1987. Hiatusul temporal Studia III 1979-1987, Studia IV 1992-1996, este explicabil prin includerea eseurilor scrise în acest timp în vol. Mihai Gramatopol, Antichitate și modernitate (v. p. 452) și Mihai Gramatopol, Morfologia dezastrului (v. p. 458).

## Opera literară
- Moira, mythos, drama, Editura pentru Literatură Universală, București, 1969. Ediția a II-a, Editura Univers, București, 2000.
- Civilizația elenistică, Editura enciclopedică română, București, 1974. Ediția a II-a, Editura Orientul Latin, Brașov, 2000.
- Les pierres gravées du Cabinet numismatique de l’Académie Roumaine, Collection Latomus, Bruxelles, 1974.
- Dacia antiqua. Perspective de istoria artei și teoria culturii, Editura Albatros, București, 1982.
- Artă și arheologie dacică și romană, Editura Sport-Turism, București, 1982.
- Enciclopedia civilizației romane (coautor, autor al ilustrației), Editura științifică și enciclopedică, București, 1982.
- Arta imperială a epocii lui Traian, Editura Meridiane, București, 1984.
- Portretul roman în România, Editura Meridiane, București, 1985.
- Artele miniaturale în antichitate, Editura Meridiane, București, 1991. Premiul „George Oprescu” al Academiei Române, 1993.
- Arta monedelor geto-dacice, Editura Meridiane, București, 1997.
- Arta romană în România, Editura Meridiane, București, 2000.
- Antichitate și modernitate. Eseuri pragmatice, Editura Orientul Latin, Brașov, 2000.
- Morfologia dezastrului, Editura Orientul Latin, Brașov, 2005.
- Mihai Gramatopol și Gh. Poenaru Bordea, Amphora Stamps from Callatis and South Dobrudja, Editura Academiei, București, 1970.
- Gustul eternității, vol. I, II, Memorii, Editura Transilvania Expres, Brașov, 2006.

TRADUCERI:
- Robert Flacelière, Istoria literară a Greciei antice. În românește de Mihai Gramatopol, Editura Univers, București, 1970.
- Wladislaw Tatarkiewicz,Istoria esteticii. Vol. 1-4. Traducere de Sorin Mărculescu. Prefață de Titus Mocanu. Editura Meridiane, București, 1978. Traducerile inedite din limba greacă și latină pentru antologiile de izvoare: Mihai Gramatopol.
- Richard Brilliant, Arta romană de la Republică la Constantin. Cuvânt înainte și traducere de Mihai Gramatopol, Editura Meridiane, București, 1979.
- Kenneth Clark, Revolta romantică. Arta romantică în opoziție cu cea clasică. Traducere de Mihai Gramatopol, Editura Meridiane, București, 1981.
- Marguerite Yourcenar, Memoriile lui Hadrian. Traducere și cuvânt înainte de Mihai Gramatopol, Editura Cartea Românească, București, 1983. Premiul Uniunii Scriitorilor, 1984.

Ediția a II-a, Editura Humanitas, București, 1994. Ediția a III-a, Editura Humanitas, București, 2001. Ediția a IV-a, 
Editura Humanitas, București, 2005.
- François Chamoux, Civilizația greacă în epocile arhaică și clasică. Vol. I, II. Traducere și cuvânt înainte de Mihai Gramatopol, Editura Meridiane, București, 1985.
- Albert Thibaudet, Acropole. Traducere, cuvânt înainte și note de Mihai Gramatopol, Editura Meridiane, București, 1986.
- Niels Hannestad, Monumentele publice ale artei romane. Program iconografic și mesaj. Vol. I, II. Traducere și postfață de

Mihai Gramatopol, Editura Meridiane, București, 1989.
- A.M. Snodgrass, Grecia epocii întunecate. Cercetare arheologică asupra secolelor XI-VIII î.e.n. Traducere și cuvânt înainte de Mihai Gramatopol, Editura Meridiane, București, 1994.
- Jean-Pierre Vernant, Mit și religie în Grecia antică. Traducere și cuvânt înainte de Mihai Gramatopol, Editura Meridiane, București, 1995.
- Michael Crawford, Roma republicană. Traducere și cuvânt înainte de Mihai Gramatopol, Editura Meridiane, București, 1997.